# Людина, яка рятує світ (фільм, 1982)
«Людина, яка рятує світ» (тур. Dünyayi Kurtaran Adam) — турецький науково-фантастичний пригодницький фільм про супергероїв та бойові мистецтва, знятим режисером Четін Інанчем, з актором і майстром бойових мистецтв Дьюнітом Аркіном у головній ролі. Фільм було вперше представлено у 1 листопада 1982 року на турецькій кіностудії Anıt Ticaret, а згодом, у 2005 році, на BijouFlix Releasing у Сполучених Штатах.
Цей фільм здобув міжнародну славу під назвою «Турецькі Зоряні Війни» завдяки несанкціонованому використанню кадрів, музики та звукових ефектів із «Зоряних Воєн» та інших фантастичних стрічок..

## Сюжет
Фільм занурює глядача у пригоди Мурата Алі, який після космічної битви, відображеної через кадри «Зоряних воєн» та архівні записи запусків ракет СРСР і США, опиняється на загадковій пустельній планеті. Під час мандрів пустелею він виявляє, що планету населяють виключно жінки. Використовуючи свій свисток, Алі намагається привернути їх увагу, але випадково залучає скелетів-вершників, з якими він змушений боротися у ближньому бою. Як з'ясовується згодом, керує нечистю злий чарівник. Він намагається переконати Мурата Алі приєднатися до себе, для цього велить своїй королеві звабити його. Чарівник пропонує Мурату владу над землею і зірками в замін на вірність. Володіючи могутністю давніх предків у вигляді золотого мозку, він прагне отримати справжній людський мозок для підкорення Землі. Коли Мурат відкидає пропозицію, чарівник демонструє йому полонену жінку та її дитину. Розгніваний Мурат вступає в бій з монстрами та скелетами-вартовими чарівника. Одночасно, монстри нападають на Алі, який намагається поцілувати королеву. Алі зупиняють озброєні лазерами вартові, але чарівник не в змозі його перемогти. Нарешті, чарівник викликає Мурата на арену для бою з гігантським монстром. Мурат перемагає монстра і тікає з полоненою жінкою та дитиною.
З часом Мурат вирішив перетворити золотий меч і золотий мозок на пару рукавичок та черевиків. Одягнувши ці чарівні предмети, що наділяють здатністю стрибати на величезні висоти, він вирушив на пошуки чарівника, аби помститися. Подолавши безліч монстрів та скелетів, він нарешті зустрів свого заклятого ворога і переміг його, використовуючи карате. Після цього він відправляється з планети на Землю на кораблі, який нагадує «Тисячолітній сокіл».

## Визнання в США
Четін Інанч про визнання фільму в США розповідає так;; 
Турецькі фільми зараз доступні навіть на американському ринку. Коли я вперше приїхав до США у 2000 році, я знайшов фільм «The World Saving Man» і придбав його за 20 доларів. «Наша людина, яка рятує світ», відома як культовий та «найгірший фільм», також мала значний вплив. Я навіть співпрацював з італійцем Едом Вудом, який відомий як найгірший режисер. Нещодавно було створено англійський дубляж та музичний супровід до «The World Saving Man». Прем'єра відбудеться в декількох кінотеатрах Каліфорнії 29 жовтня. Я намагався дізнатися, хто купує та продає ці фільми, але безуспішно. Однак мені подобається, що цей фільм все одно буде показаний в Америці..

## Виробництво
Режисерська версія фільму мала тривалість 2,5 години, але була скорочена до 1,5 години через значну довжину, тому глядачі не побачили цілу годину фільму. У 1982 році бюджет стрічки становив близько 50 мільйонів лір. Фільм містив сцени з 19 різних фільмів і демонструвався в 14 кінотеатрах. Лише з показів у Стамбулі фільм зібрав половину свого бюджету..
Для фільму на пляжі Кільоса були зроблені гігантські моделі космічних кораблів, але шторм і гігантські хвилі, на початку зйомки, знищили весь реквізит. Шетін Інанч радиться з Кунтом Тулгаром щодо фінансових труднощів фільму. Тулгар пропонує концепцію "Зоряних воєн" і незаконно здобуває викрадений примірник фільму від складського дистриб'ютора з Туреччини. У студії Кунта Тулгара вони редагують декілька сцен і повертають копію до кінця дня. Наступного ранку"Зоряні війни: Епізод IV" був зіграний із відсутніми сценами в кінотеатрі. Сцени космічного корабля, які тримав Інанч, створювали ілюзію, що актори на передньому плані подорожують на космічному кораблі. Проте, різниця у форматах фільму призвела до того, що зображення в "Людині, що рятує світ" вийшло пласким. Шолом для сцен на космічному кораблі було взято напрокат лише на півгодини у випадкового мотоцикліста, якого зустріли на вулиці, і актори по черзі носили його під час зйомок. .

## Музика фільму
Кунт Тулгар створив фільм, використовуючи свій особистий домашній архів. У фільмі лунала музика з найвідоміших кінострічок того часу, серед яких:
- Мисливці за скарбами (1981)
- Місячна операція (1979)
- Бен-Хур (1959)
- Флеш Гордон (1980)
- Джорджіо Мородер — музика з «Battlestar Galactica» та інших оригінальних композицій [Архівовано 18 лютого 2017 у Wayback Machine.] (1978)
- Пекло мавп (1968)
- Мовчазна втеча (1972)
- Мойсей Законодавець[en] (1974)
- Чорна діра (1979)
- Йоганн Себастьян Бах — Токката та Фуга у мінор, BWV 565 (виконавець невідомий)

## Цитовані сцени
Деякі фільми є зарубіжними, а частина є власними фільмами Інанча:
- Коли стикаються світи (фільм 1951 р.) — (Причіпна частина, Червона планета)
- Euro International Films — (Обертовий фон анімованої емблеми Землі в трейлері)
- Содом і Гоморра (фільм 1962 р.) — (Співробітники)
- Чарівний меч (фільм 1962 р.)[en] — (Сцени істот)
- Зоряні війни: Епізод IV — Нова надія (1980) - (Війна у космічному човні)
- Радянські ракети «Союз» запускають новини.
- Білал-Хабеші (фільм) (Власний фільм)
- Жінка-павук
- Юсуф і Цюлейха / Пророк Юсуф (1969)
- Невідомий індійський фільм — (Бомби вибухають, поки Cüneyt Arkın воює.)

## Процес відновлення
За 30 років фільм, знятий на 35 мм плівці втратив актуальність. У 2006 році в Туреччині Едом Глейзер купив копію забутого фільму у звільненого кіномеханіка, який не повернув її в прокатну студію мотивуючи свою відмову втратою. Глейзер відновив фільм у роздільній здатності 2К, зробивши цифрове сканування фільму з копії. Відреставрований фільм знову був показаний у кінотеатрах Лондона.

## Цікаво знати
- Фільм зняли в Каппадокії. В кадрі багато разів з'являються знамениті печерні будинки Üçhisar. У деяких сценах бере участь Каймакли та Дерінкуйське підземне місто. У фільмі ми бачимо могилу Хачі Бекташ-І Вели і, нарешті, Церкви Гьореме.
- Багато діалогів є безглуздими, і є багато невідповідностей, важко зрозуміти фільм навіть турецькою мовою.
- Друковані афіші фільму мають колективне значення.

#### Географічні невідповідності
Сюжет фільму розгортається на окремій частині планети Земля, яка була майже знищена після ядерної війни. Однак існують численні географічні невідповідності. Ми знаємо, що фільм знімався у Каппадокії, оскільки у цьому регіоні багато характерних місць, які можна побачити у фільмі. Однак на початку фільму два головні герої в пустелі Туреччини — це не Єгипет у Піраміді Хафре та Великий сфінкс Гізи. Крім того, вони бачать деякі відомі пам'ятки, побачені у фільмі зі зміненими функціями: наприклад, візантійська церква Токалі та Могила Хачі Бекташ-І Велі зображені як храм, побудований цивілізацією тисячу років тому.

## Персонал

### Технічний персонал
- Режисер — Четін Інанч
- Сценарій — Cüneyt Arkın
- Співавтор / звук — Кунт Тулгар
- Директор фотографії — Çetin Gürtop
- Художня література — Некдет Ток
- Лабораторія — Аслан Текташ
- Художній керівник — Nuri Kırgeç
- Помічник директора — Нуреттін Ерішен
- Продюсер — Мехмет Карахафіз

### Актори
- Cüneyt Arkın — Мурат
- Айтекін Аккая — Алі
- Некла Fide — королева
- Hüseyin Peyda — науковець
- Хікмет Ташдемір — фокусник
- Füsun Uçar — Дочка Білгіна
- Айдін Хабердар — актор
- Мехмет Угур — актор
- Kadir Kök — актор
- Relic Dragon — актор
- Sönmez Yıkılmaz — істота робота
- Nihat Yiğit — Людина, що побиває в барі

### Дубляж
- Оповідач — Мухіп Арчіман
- Мурат — Абдуррахман Palay
- Алі — Vala Önengüt
- Маг — Саадеттін Ербіл
- Білгін — Дінчер Çekmez
- Королева — Еліф Байсал